# ハミルトン–ヤコビ方程式
物理学においてハミルトン–ヤコビ方程式（ハミルトン–ヤコビほうていしき、英語: Hamilton–Jacobi equation）とは古典力学の再定式化であり、ニュートンの運動方程式、ラグランジュ力学、ハミルトン力学などの他の定式化と同値である。ハミルトン–ヤコビ方程式は力学系において保存される量を探し出す場合に特に便利であり、それはたとえ力学の問題それ自身が完全には解けない場合にでさえも可能である。
ハミルトン–ヤコビ方程式はまた、粒子の運動が波として表現される唯一の力学の定式化である。この視点から、ハミルトン–ヤコビ方程式は理論物理学の長らくの目標（少なくとも18世紀、ヨハン・ベルヌーイ以来）である、光の伝播と粒子の運動との類似性を見出す試みを達成したと見ることも出来る。力学系から得られる波動方程式は以下に示すとおり、シュレーディンガー方程式と、完全にではないがよく似ている。ハミルトン–ヤコビ方程式はこのような理由で、最も量子力学に近い古典力学の扱いであると考えられている。

## 数学的な定式化
ハミルトン–ヤコビ方程式はハミルトンの主関数 (英: Hamilton's principal function) {\displaystyle S(q_{1},\dots ,q_{N};t)} に対する、一階の非線形偏微分方程式として以下のように表される。
{\displaystyle H\left(q_{1},\dots ,q_{N};{\frac {\partial S}{\partial q_{1}}},\dots ,{\frac {\partial S}{\partial q_{N}}};t\right)+{\frac {\partial S}{\partial t}}=0.}
後の節で示すように、この方程式はハミルトン力学において、{\displaystyle S} を古典的なハミルトニアン {\displaystyle H(q_{1},\dots ,q_{N};p_{1},\dots ,p_{N};t)} の正準変換の母関数と見なすことにより導かれる。共役な運動量には一般化座標による {\displaystyle S} の一階の微分
{\displaystyle p_{k}={\frac {\partial S}{\partial q_{k}}}.}
が相当し、それは以下のように示される。
運動の経路をわずかに変化させた場合の作用の変化は以下により与えられる。
{\displaystyle \delta S=\sum _{i=1}^{N}\left[{\frac {\partial L}{\partial {\dot {q}}_{k}}}\delta q_{k}\right]_{t_{1}}^{t_{2}}+\sum _{i=1}^{N}\int _{t_{1}}^{t_{2}}\left({\frac {\partial L}{\partial q_{k}}}-{\frac {d}{dt}}{\frac {\partial L}{\partial {\dot {q}}_{k}}}\right)\delta q_{k}\,dt.}
実際に起こる運動の経路はオイラー＝ラグランジュ方程式を満たすことから、{\displaystyle \delta S} の積分の項はゼロである。最初の項で {\displaystyle \delta q_{k}(t_{1})=0} とし、 {\displaystyle \delta q_{k}(t_{2})} を簡単に {\displaystyle \delta q_{k}} と書く。{\displaystyle \partial L/\partial {\dot {q}}_{k}} を {\displaystyle p_{k}} と置き換え、最終的に
{\displaystyle \delta S=\sum _{i=1}^{N}p_{k}\delta q_{k}}.
が得られる。この関係から、座標によるハミルトンの主関数 {\displaystyle S(\{q_{i}\};t)} の偏微分は、対応する運動量に等しいことが示された。Q.E.D.
同様に、一般化座標は下記のように、運動量の微分として得られる。式を逆に解いて、系の発展を得ることが出来る。すなわち、一般化座標が時間の関数として得られる。始状態での位置と速度は、{\displaystyle S} の積分の中で定数として現れ、それらは全エネルギー、角運動量、ラプラス–ルンゲ–レンツのベクトルなどの保存量（運動の積分）に対応する。

## 他の力学の記述との比較
ハミルトン–ヤコビ方程式は単一の 、 {\displaystyle N} 個の一般化座標 {\displaystyle q_{1},\dots ,q_{N}} と時間 {\displaystyle t} の関数 {\displaystyle S} に対する一階の偏微分方程式である。一般化運動量は {\displaystyle S} の微分としてしか現れない。顕著な特徴であるが、{\displaystyle S} は古典的な作用に等しい。
比較として、ラグランジュ力学での同値なオイラー＝ラグランジュ方程式にも、共役な運動量はやはり現れない。しかし、それは {\displaystyle N} 個の系 をなす、一般化座標の時間発展に関する一般には二階の微分方程式である。別の比較として、ハミルトンの正準方程式は同じように
{\displaystyle 2N} 個の、一般化座標とそれに共役な {\displaystyle p_{1},\dots ,p_{N}} に対する一階の微分方程式の系である。
ハミルトン–ヤコビ方程式は、ハミルトンの原理の積分を最小化する問題と同値なので、ハミルトン–ヤコビ方程式は他の変分法の問題、あるいはさらに一般的な他の数学や物理学の領域、たとえば力学系、シンプレクティック幾何学、量子カオスの問題などにおいても便利である。例として、ハミルトン–ヤコビ方程式はリーマン多様体において測地線を求めるのに用いられるが、これはリーマン幾何学における重要な変分問題である。

## 記法
以下では簡単のため、{\displaystyle \mathbf {q} } のような太字の変数で {\displaystyle N} 個の一般化座標を表す。
{\displaystyle \mathbf {q} \ {\stackrel {\mathrm {def} }{=}}\ (q_{1},q_{2},\ldots ,q_{N-1},q_{N})}
これらは回転操作でベクトルとしての変換を受ける必要はない。ドット積を、対応する成分の積の和として以下のように定義する。
{\displaystyle \mathbf {p} \cdot \mathbf {q} \ {\stackrel {\mathrm {def} }{=}}\ \sum _{k=1}^{N}p_{k}q_{k}.}

## 導出
第二種の母関数による正準変換 {\displaystyle G_{2}(\mathbf {q} ,\mathbf {P} ,t)} は全て、以下のような関係を導く。
{\displaystyle \qquad {\partial G_{2} \over \partial \mathbf {q} }=\mathbf {p} ,\qquad {\partial G_{2} \over \partial \mathbf {P} }=\mathbf {Q} ,\qquad K=H+{\partial G_{2} \over \partial t}}
ハミルトン–ヤコビ方程式を導くためには、新しいハミルトニアン {\displaystyle K} が恒等的にゼロになるような母関数 {\displaystyle S(\mathbf {q} ,\mathbf {P} ,t)} を取る。するとハミルトニアンの全ての微分はゼロになり、正準方程式は以下のように自明な関係になる。
{\displaystyle {d\mathbf {P}  \over dt}={d\mathbf {Q}  \over dt}=0}
すなわち、新しい一般化座標と運動量は運動の積分となる。新しい一般化運動量 {\displaystyle \mathbf {P} } は通常 {\displaystyle \alpha _{1},\alpha _{2},\ldots ,\alpha _{N-1},\alpha _{N}} ただし {\displaystyle P_{m}=\alpha _{m}} と書かれる。
ハミルトン–ヤコビ方程式は変換後のハミルトニアン {\displaystyle K} に対する方程式として、
{\displaystyle K(\mathbf {Q} ,\mathbf {P} ,t)=H(\mathbf {q} ,\mathbf {p} ,t)+{\partial S \over \partial t}=0.}
と導かれ、これは
{\displaystyle H\left(\mathbf {q} ,{\partial S \over \partial \mathbf {q} },t\right)+{\partial S \over \partial t}=0,}
と、{\displaystyle \mathbf {p} =\partial S/\partial \mathbf {q} } とすれば同値である。
新しい一般化座標 {\displaystyle \mathbf {Q} } も同様に定数であり、{\displaystyle \beta _{1},\beta _{2},\ldots ,\beta _{N-1},\beta _{N}} と書かれる。{\displaystyle S(\mathbf {q} ,{\boldsymbol {\alpha }},t)} について解けた場合、以下の便利な方程式が得られる。
{\displaystyle \mathbf {Q} ={\boldsymbol {\beta }}={\partial S \over \partial {\boldsymbol {\alpha }}}}
あるいは明示的に成分で書くと
{\displaystyle Q_{m}=\beta _{m}={\frac {\partial S(\mathbf {q} ,{\boldsymbol {\alpha }},t)}{\partial \alpha _{m}}}}
理想的に、これら {\displaystyle N} 個の方程式は逆に解いて、元の一般化座標を定数 {\displaystyle {\boldsymbol {\alpha }}}と{\displaystyle {\boldsymbol {\beta }}} の関数として表せ、元の問題を解くことができる。

## 変数分離
ハミルトン–ヤコビ方程式は変数分離によって解かれる場合に最も便利であり、その場合には保存量が直接的に求められる。例えば、ハミルトニアンが陽には時間 {\displaystyle t} に依っていない場合、{\displaystyle t} を分離する事が出来る。そのとき、時間微分 {\displaystyle {\frac {\partial S}{\partial t}}} は定数（通常 {\displaystyle -E}）となる必要があり、分離された解
{\displaystyle S=W(q_{1},\dots ,q_{N})-Et}
を与える。時間に依存しない関数 {\displaystyle W(\mathbf {q} )} は時にハミルトンの特性関数と呼ばれる。簡約されたハミルトン–ヤコビ方程式は以下のようになる。
{\displaystyle H\left(\mathbf {q} ,{\frac {\partial S}{\partial \mathbf {q} }}\right)=E}
他に変数分離が可能な状況として、ある一般化座標 {\displaystyle q_{k}} とその微分 {\displaystyle {\frac {\partial S}{\partial q_{k}}}} が一つの関数 {\displaystyle \psi \left(q_{k},{\frac {\partial S}{\partial q_{k}}}\right)} を通してのみハミルトニアンの中に現れるような場合を考える。
{\displaystyle H=H(q_{1},\dots ,q_{k-1},q_{k+1},\ldots ,q_{N};p_{1},\dots ,p_{k-1},p_{k+1},\ldots ,p_{N};\psi ;t)}
この場合、関数 {\displaystyle S} は二つの関数に分離でき、片方は {\displaystyle q_{k}} だけに依存して、他方は残りの一般化座標に依存する。
{\displaystyle S=S_{k}(q_{k})+S_{rem}(q_{1},\dots ,q_{k-1},q_{k+1},\ldots ,q_{N};t)}
この形でハミルトン–ヤコビ方程式を置き換えると、関数 {\displaystyle \psi } は定数（以下 {\displaystyle \Gamma _{k}}）となる事が示され、{\displaystyle S_{k}(q_{k})} に関する一階の常微分方程式 が得られる。
{\displaystyle \psi \left(q_{k},{\frac {dS_{k}}{dq_{k}}}\right)=\Gamma _{k}}
幸運な場合では、関数 {\displaystyle S} は {\displaystyle N} 個の関数 {\displaystyle S_{m}(q_{m})} に完全に分離され以下のようになる。
{\displaystyle S=S_{1}(q_{1})+S_{2}(q_{2})+\cdots +S_{N}(q_{N})-Et}
この場合、問題は {\displaystyle N} 個の常微分方程式に帰着する。
{\displaystyle S} が変数分離可能かどうかは、ハミルトニアンの形と一般化座標の選び方の両方に依存する。直交座標でハミルトニアンが時間に依存せず、一般化運動量について二次式である場合に、以下の条件を満たせば {\displaystyle S} は分離可能である。
すなわち、ポテンシャルエネルギーの項が加法的に各々の座標について分離可能で、各々の座標に対するポテンシャルエネルギーの項がハミルトニアンの対応する運動項と同じ座標依存の因子を掛けられている場合である（ステッケルの条件）。2自由度系（{\displaystyle N=2}）の場合、系が直交座標、極座標、放物線座標、楕円座標のいずれかで変数分離可能であるとき、またそのときに限り、運動量について2次の運動の積分が存在し求積可能であることが知られている（ベルトラン・ダルブーの定理）。
直交曲線座標におけるいくつかの例を以下に示す。

### 球座標の例
球座標におけるハミルトニアンは以下のように書かれる。
{\displaystyle H={\frac {1}{2m}}\left[p_{r}^{2}+{\frac {p_{\theta }^{2}}{r^{2}}}+{\frac {p_{\phi }^{2}}{r^{2}\sin ^{2}\theta }}\right]+U(r,\theta ,\phi )}
ハミルトン–ヤコビ方程式が完全に分離可能なのは、{\displaystyle U} が同じような以下の形式を持つ場合である。
{\displaystyle U(r,\theta ,\phi )=U_{r}(r)+{\frac {U_{\theta }(\theta )}{r^{2}}}+{\frac {U_{\phi }(\phi )}{r^{2}\sin ^{2}\theta }}.}
ここで {\displaystyle U_{r}(r)}, {\displaystyle U_{\theta }(\theta )}, {\displaystyle U_{\phi }(\phi )} は任意の関数とする。完全に分離された解 {\displaystyle S=S_{r}(r)+S_{\theta }(\theta )+S_{\phi }(\phi )-Et} をハミルトン–ヤコビ方程式に代入すると以下が得られる。
{\displaystyle {\frac {1}{2m}}\left({\frac {dS_{r}}{dr}}\right)^{2}+U_{r}(r)+{\frac {1}{2mr^{2}}}\left[\left({\frac {dS_{\theta }}{d\theta }}\right)^{2}+2mU_{\theta }(\theta )\right]+{\frac {1}{2mr^{2}\sin ^{2}\theta }}\left[\left({\frac {dS_{\phi }}{d\phi }}\right)^{2}+2mU_{\phi }(\phi )\right]=E}
この式は常微分方程式の積分によって解け、最初に {\displaystyle \phi } に関する方程式は以下のようになる。
{\displaystyle \left({\frac {dS_{\phi }}{d\phi }}\right)^{2}+2mU_{\phi }(\phi )=\Gamma _{\phi }}
ただし {\displaystyle \Gamma _{\phi }} は運動の定数で、ハミルトン–ヤコビ方程式の {\displaystyle \phi } 依存性は以下のように消去された。
{\displaystyle {\frac {1}{2m}}\left({\frac {dS_{r}}{dr}}\right)^{2}+U_{r}(r)+{\frac {1}{2mr^{2}}}\left[\left({\frac {dS_{\theta }}{d\theta }}\right)^{2}+2mU_{\theta }(\theta )+{\frac {\Gamma _{\phi }}{\sin ^{2}\theta }}\right]=E}
次の常微分方程式は一般化座標 {\displaystyle \theta } を含む。
{\displaystyle \left({\frac {dS_{\theta }}{d\theta }}\right)^{2}+2mU_{\theta }(\theta )+{\frac {\Gamma _{\phi }}{\sin ^{2}\theta }}=\Gamma _{\theta }}
再び {\displaystyle \Gamma _{\theta }} は運動の定数で、{\displaystyle \theta } は消去され、最後にハミルトン–ヤコビ方程式は常微分方程式
{\displaystyle {\frac {1}{2m}}\left({\frac {dS_{r}}{dr}}\right)^{2}+U_{r}(r)+{\frac {\Gamma _{\theta }}{2mr^{2}}}=E}
となり、これを積分すると {\displaystyle S} が求まる。

### 楕円柱座標の例
楕円柱座標（en:elliptic cylindrical coordinates）のハミルトニアンは以下のように書かれる。
{\displaystyle H={\frac {p_{\mu }^{2}+p_{\nu }^{2}}{2ma^{2}\left(\sinh ^{2}\mu +\sin ^{2}\nu \right)}}+{\frac {p_{z}^{2}}{2m}}+U(\mu ,\nu ,z)}
ここで楕円の焦点は {\displaystyle x} 軸上 {\displaystyle \pm {a}} の点にある。ハミルトン–ヤコビ方程式が完全に分離可能なのは、 {\displaystyle U} が以下のように同じような形で与えられた場合である。
{\displaystyle U(\mu ,\nu ,z)={\frac {U_{\mu }(\mu )+U_{\nu }(\nu )}{\sinh ^{2}\mu +\sin ^{2}\nu }}+U_{z}(z)}
ただし {\displaystyle U_{\mu }(\mu )}, {\displaystyle U_{\nu }(\nu )}, {\displaystyle U_{z}(z)} は任意の関数である。完全に分離された解 {\displaystyle S=S_{\mu }(\mu )+S_{\nu }(\nu )+S_{z}(z)-Et} をハミルトン–ヤコビ方程式に代入することにより以下が得られる。
{\displaystyle {\frac {1}{2m}}\left({\frac {dS_{z}}{dz}}\right)^{2}+U_{z}(z)+{\frac {1}{2ma^{2}\left(\sinh ^{2}\mu +\sin ^{2}\nu \right)}}\left[\left({\frac {dS_{\mu }}{d\mu }}\right)^{2}+\left({\frac {dS_{\nu }}{d\nu }}\right)^{2}+2ma^{2}U_{\mu }(\mu )+2ma^{2}U_{\nu }(\nu )\right]=E}
最初の常微分方程式、
{\displaystyle {\frac {1}{2m}}\left({\frac {dS_{z}}{dz}}\right)^{2}+U_{z}(z)=\Gamma _{z}}
を分離し、変形して両辺に分母を掛けると以下の簡約されたハミルトン–ヤコビ方程式が得られる。
{\displaystyle \left({\frac {dS_{\mu }}{d\mu }}\right)^{2}+\left({\frac {dS_{\nu }}{d\nu }}\right)^{2}+2ma^{2}U_{\mu }(\mu )+2ma^{2}U_{\nu }(\nu )=2ma^{2}\left(\sinh ^{2}\mu +\sin ^{2}\nu \right)\left(E-\Gamma _{z}\right)}
さらにこれは独立な 2 つの常微分方程式
{\displaystyle \left({\frac {dS_{\mu }}{d\mu }}\right)^{2}+2ma^{2}U_{\mu }(\mu )+2ma^{2}\left(\Gamma _{z}-E\right)\sinh ^{2}\mu =\Gamma _{\mu }}
{\displaystyle \left({\frac {dS_{\nu }}{d\nu }}\right)^{2}+2ma^{2}U_{\nu }(\nu )+2ma^{2}\left(\Gamma _{z}-E\right)\sin ^{2}\nu =\Gamma _{\nu }}
に分離でき、これらを解けば {\displaystyle S} の完全な解が得られる。

### 放物線柱座標の例
放物線柱座標（en:parabolic cylindrical coordinates）におけるハミルトニアンは
{\displaystyle H={\frac {p_{\sigma }^{2}+p_{\tau }^{2}}{2m\left(\sigma ^{2}+\tau ^{2}\right)}}+{\frac {p_{z}^{2}}{2m}}+U(\sigma ,\tau ,z)}
ハミルトン–ヤコビ方程式が完全に分離可能なのは、{\displaystyle U} が以下のように同じような形で与えられた場合である。
{\displaystyle U(\sigma ,\tau ,z)={\frac {U_{\sigma }(\sigma )+U_{\tau }(\tau )}{\sigma ^{2}+\tau ^{2}}}+U_{z}(z)}
{\displaystyle U_{\sigma }(\sigma )}、 {\displaystyle U_{\tau }(\tau )} と {\displaystyle U_{z}(z)} は任意の関数である。完全に分離された {\displaystyle S=S_{\sigma }(\sigma )+S_{\tau }(\tau )+S_{z}(z)-Et} をハミルトン–ヤコビ方程式に代入し、
{\displaystyle {\frac {1}{2m}}\left({\frac {dS_{z}}{dz}}\right)^{2}+U_{z}(z)+{\frac {1}{2m\left(\sigma ^{2}+\tau ^{2}\right)}}\left[\left({\frac {dS_{\sigma }}{d\sigma }}\right)^{2}+\left({\frac {dS_{\tau }}{d\tau }}\right)^{2}+2mU_{\sigma }(\sigma )+2mU_{\tau }(\tau )\right]=E}
最初の常微分方程式
{\displaystyle {\frac {1}{2m}}\left({\frac {dS_{z}}{dz}}\right)^{2}+U_{z}(z)=\Gamma _{z}}
を分離し、変形して両辺に分母を掛けると以下の簡約されたハミルトン–ヤコビ方程式が得られる。
{\displaystyle \left({\frac {dS_{\sigma }}{d\sigma }}\right)^{2}+\left({\frac {dS_{\tau }}{d\tau }}\right)^{2}+2mU_{\sigma }(\sigma )+2mU_{\tau }(\tau )=2m\left(\sigma ^{2}+\tau ^{2}\right)\left(E-\Gamma _{z}\right)}
さらにこれは独立な 2 つの常微分方程式
{\displaystyle \left({\frac {dS_{\sigma }}{d\sigma }}\right)^{2}+2mU_{\sigma }(\sigma )+2m\sigma ^{2}\left(\Gamma _{z}-E\right)=\Gamma _{\sigma }}
{\displaystyle \left({\frac {dS_{\tau }}{d\tau }}\right)^{2}+2ma^{2}U_{\tau }(\tau )+2m\tau ^{2}\left(\Gamma _{z}-E\right)=\Gamma _{\tau }}
に分離でき、これらを解けば{\displaystyle S}の完全な解が得られる。

## シュレーディンガー方程式との関係
関数 {\displaystyle S(\mathbf {q} ;t)} の、三次元空間上の等値面は、すべての時間 {\displaystyle t} について定められる。ある {\displaystyle S} の等値面の、時間の関数としての運動は、等値面上のある点 {\displaystyle \mathbf {q} } から始まる粒子の運動により定義される。そのような等値面の運動は {\displaystyle \mathbf {q} } 空間を運動する波動と考えることができるが、その運動は完全に波動方程式に従うわけではない。これを示すため、{\displaystyle S} で波の位相を表すようにすると
{\displaystyle \psi =\psi _{0}e^{iS/\hbar }}
ここで {\displaystyle \hbar } は指数関数の引数を無次元化するために導入した定数である。波の振幅は {\displaystyle S} を複素数にすることによって表現する。そうしてハミルトン–ヤコビ方程式を書き直すと
{\displaystyle {\frac {\hbar ^{2}}{2m\psi }}\left({\boldsymbol {\nabla }}\psi \right)^{2}-U\psi ={\frac {\hbar }{i}}{\frac {\partial \psi }{\partial t}}}
これはシュレーディンガー方程式の非線形な変種である。
逆に、シュレーディンガー方程式と {\displaystyle \psi } に関する仮設からスタートすると以下のようになる。
{\displaystyle {\frac {1}{2m}}\left({\boldsymbol {\nabla }}S\right)^{2}+U+{\frac {\partial S}{\partial t}}={\frac {i\hbar }{2m}}\nabla ^{2}S}
上のシュレーディンガー方程式の古典極限 {\displaystyle (\hbar \rightarrow 0)} が、以下のようなハミルトン–ヤコビ方程式の変種と等しいことが分かった。
{\displaystyle {\frac {1}{2m}}\left({\boldsymbol {\nabla }}S\right)^{2}+U+{\frac {\partial S}{\partial t}}=0}

## 具体例
以下、{\displaystyle g^{ik}} は計量テンソルの共変な成分であり、{\displaystyle m} は粒子の静止質量、{\displaystyle c} は光速である。
非相対論的粒子のハミルトン–ヤコビ方程式
{\displaystyle {\frac {\partial S}{\partial t}}+{\frac {1}{2m}}\left\{\left({\frac {\partial S}{\partial x}}\right)^{2}+\left({\frac {\partial S}{\partial y}}\right)^{2}+\left({\frac {\partial S}{\partial z}}\right)^{2}\right\}=0}
相対論的力学におけるハミルトン–ヤコビ方程式
{\displaystyle {\frac {1}{c^{2}}}\left({\frac {\partial S}{\partial t}}\right)^{2}-\left({\frac {\partial S}{\partial x}}\right)^{2}-\left({\frac {\partial S}{\partial y}}\right)^{2}-\left({\frac {\partial S}{\partial z}}\right)^{2}=m^{2}c^{2}}
電磁場の中の粒子のハミルトン–ヤコビ方程式
{\displaystyle \left(\nabla S-{\frac {e}{c}}{\boldsymbol {A}}\right)^{2}-{\frac {1}{c^{2}}}\left({\frac {\partial S}{\partial t}}+e\phi \right)^{2}+m^{2}c^{2}=0}
重力場中でのハミルトン–ヤコビ方程式
{\displaystyle g^{ik}{\frac {\partial {S}}{\partial {x^{i}}}}{\frac {\partial {S}}{\partial {x^{k}}}}-m^{2}c^{2}=0}